# Stefan Rzadzinski
Stefan Rzadzinski (* 5. Januar 1993 in Edmonton, Alberta) ist ein polnisch-kanadischer Rennfahrer. Er startet mit kanadischer Rennlizenz.

## Karriere
Rzadzinski begann seine Motorsportkarriere 2001 im Kartsport, in dem er bis 2008 aktiv war. 2009 wechselte er in den Formelsport und trat in der Ontario Formel Ford Challenge an. Er beendete die Saison mit einem Sieg als bester Neueinsteiger auf dem zweiten Gesamtrang. 2010 absolvierte er seine zweite Saison in dieser Rennkategorie und wurde mit drei Siegen ein weiteres Mal Vizemeister.
2011 debütierte Rzadzinski für Davey Hamilton Racing in der Indy Lights und nahm an zwei Rennen in seiner Heimatstadt Edmonton teil. Am Saisonende belegte er den 24. Gesamtrang. Darüber hinaus startete er in der Skip Barber Summer Series und wurde dort mit zwei Siegen Fünfter.

## Sonstiges
Rzadzinskis Spitzname ist Razzle Dazzle.

## Karrierestationen
- 2001–2008: Kartsport
- 2009: Ontario Formel Ford Challenge (Platz 2)
- 2010: Ontario Formel Ford Challenge (Platz 2)
- 2011: Indy Lights (Platz 24)
- 2011: Skip Barber Summer Series (Platz 5)